# ヒュンダイ・アクセント
アクセント（ACCENT、朝: 엑센트）は、大韓民国の自動車会社、現代自動車により製造・販売されている4ドアセダン型の普通乗用車である。i20、及びエラントラの中間に位置付けられており、韓国においては第二種普通免許の教習車として採用されている。

## 車名について
本車は、主に世界市場においてアクセントとして販売されているが、以下の市場においては各世代毎に異なる車名で販売されている。
| モデル | 韓国名                      | 輸出名                      | 例外 |
| ------ | --------------------------- | --------------------------- | --- |
| 初代   | アクセント（Accent/엑센트） | アクセント（Accent/엑센트） | エクセル（Excel：オーストラリア他） ダッジ・ブリザ（ベネズエラ） 千里馬（Qianlima：中国（東風悦達起亜汽車製））                       |
| 2代目  | ヴェルナ （Verna/베르나）   | アクセント (Accent)         | 未確認 |
| 3代目  | ヴェルナ （Verna/베르나）   | アクセント（Accent）        | ヴェルナ（Verna：インド） 瑞納（中国（北京現代製）） ダッジ・アティテュード（メキシコ）                                               |
| 4代目  | アクセント（Accent/엑센트） | アクセント（Accent/엑센트） | ヴェルナ（Verna：インド） 悦納（中国（北京現代製）） ソラリス（Solaris：ロシア） i25（コロンビア） ダッジ・アティテュード（メキシコ） |

## 初代 X3型 (1994年 - 1999年)

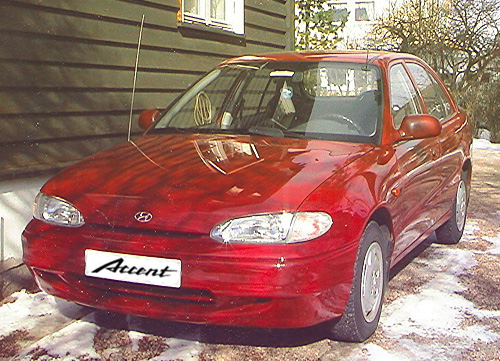
初代アクセント

1994年、エクセルの後継車種として登場。いくつかの地域ではエクセル(例:オーストラリア)またはポニーの名称で販売された。韓国国内ではボディタイプによって名称が違い、4ドアセダンは「アクセント」、5ドアハッチバックは「ユーロアクセント」、3ドアハッチバックは「プロアクセント」と言う名称で販売されていた。エンジンは1.3リッターSOHC12バルブ、1.5リッターDOHC16バルブ、1.6リッターDOHC16バルブのアルファエンジンであった。
中国では傘下の起亜自動車の現地合弁である東風悦達起亜汽車にて生産が行われ、「千里馬」（Qianlima）の名称でキア車として2003年から2006年まで販売が行われていた。

## 2代目 LC型 (1999年 - 2005年)

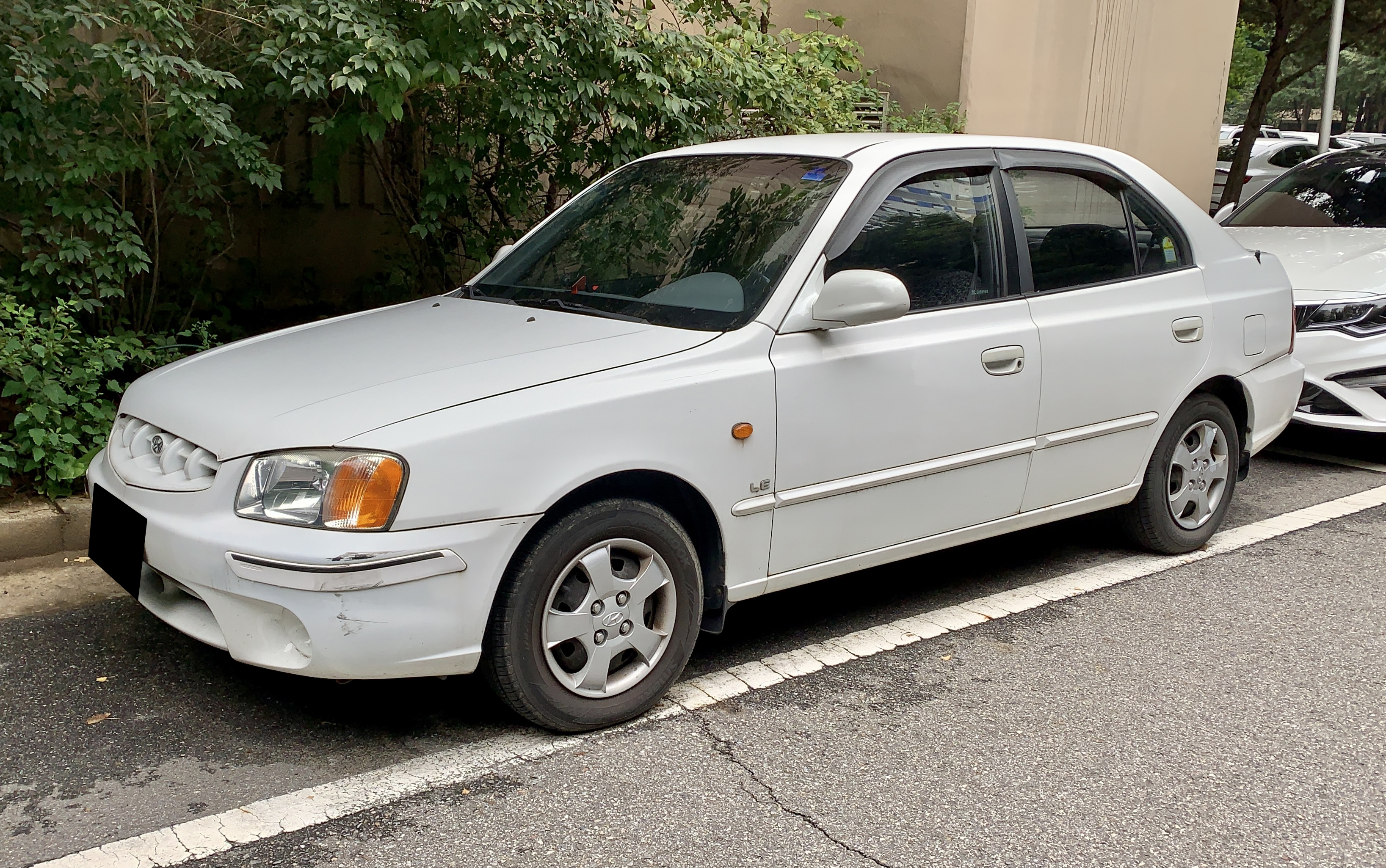
2代目アクセント

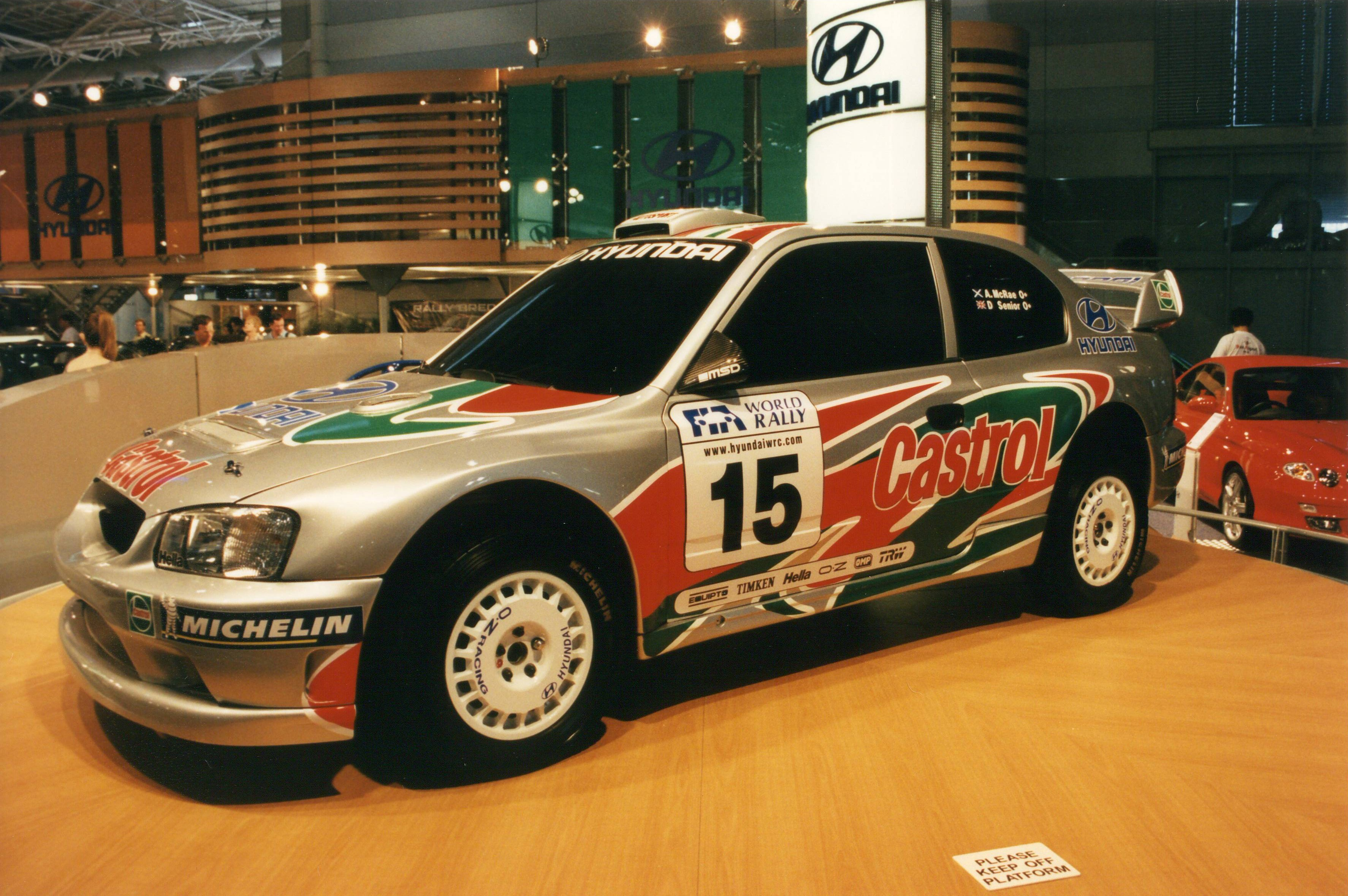
WRC仕様車

1999年登場。この代から韓国では「ヴェルナ」に車名が変更された。ボディ形状は3ドアハッチバック（ヴェルナスポーツ）、4ドアセダン、5ドアハッチバック（ヴェルナセンス）。エンジンは1.5リッターSOHC12バルブ、1.5リッターDOHC16バルブ、1.6リッターDOHC16バルブのアルファエンジンであった。
3ドアハッチバックは、世界ラリー選手権（WRC）に最高峰クラスのWRカーで参戦した。ラリー車の開発・チーム運営を担当したイギリスのモータースポーツ・ディベロップメント(MSD)は、ベテランドライバーでマシンを熟成させ、速さだけはある若手ドライバーを使って勝負に出る、という定番の組み合わせでWRCに臨むものの、慢性的な資金難もあり2002年以外の成績は振るわなかった。短期間で結果を出せないチームに対してヒュンダイは資金を極端に絞ったため、吸排気系に小変更を加える程度の開発しか行えなくなりただ出場するだけの状態が続いたが、2003年途中で活動不能となり撤退している。なお当時のルールでWRカーは全戦出場義務があり、欠場1戦に付き罰金25万USドル。ヒュンダイはWRC参戦の際にこのことも明記されたFIAの書面にサインしている。活動資金の尽きたMSDは2003年の終盤4戦を欠場したため、2004年、FIAはヒュンダイに対しモータースポーツ史上最高となる100万USドルの罰金を課した。なお、この件に関しヒュンダイとMSDは2006年現在も法廷闘争を繰り広げている。
数々の過激な実験や毒舌で人気を博しているイギリスBBCテレビジョンの自動車情報番組「トップ・ギア」においては、アジアンカーの特集が組まれた際に取り上げられ、1.5 Lのディーゼルエンジンなのに3気筒しかないことや、静止状態から100 km/hに加速するまで19秒もかかったことなどから、司会のジェレミー・クラークソンとジェームズ・メイに「ヒュンダイ・アクシデント」などと皮肉られている。
インドでは長く製造・販売が行われていたが、2013年5月に製造を終了した。

## 3代目 MC型 (2005年 - 2010年)

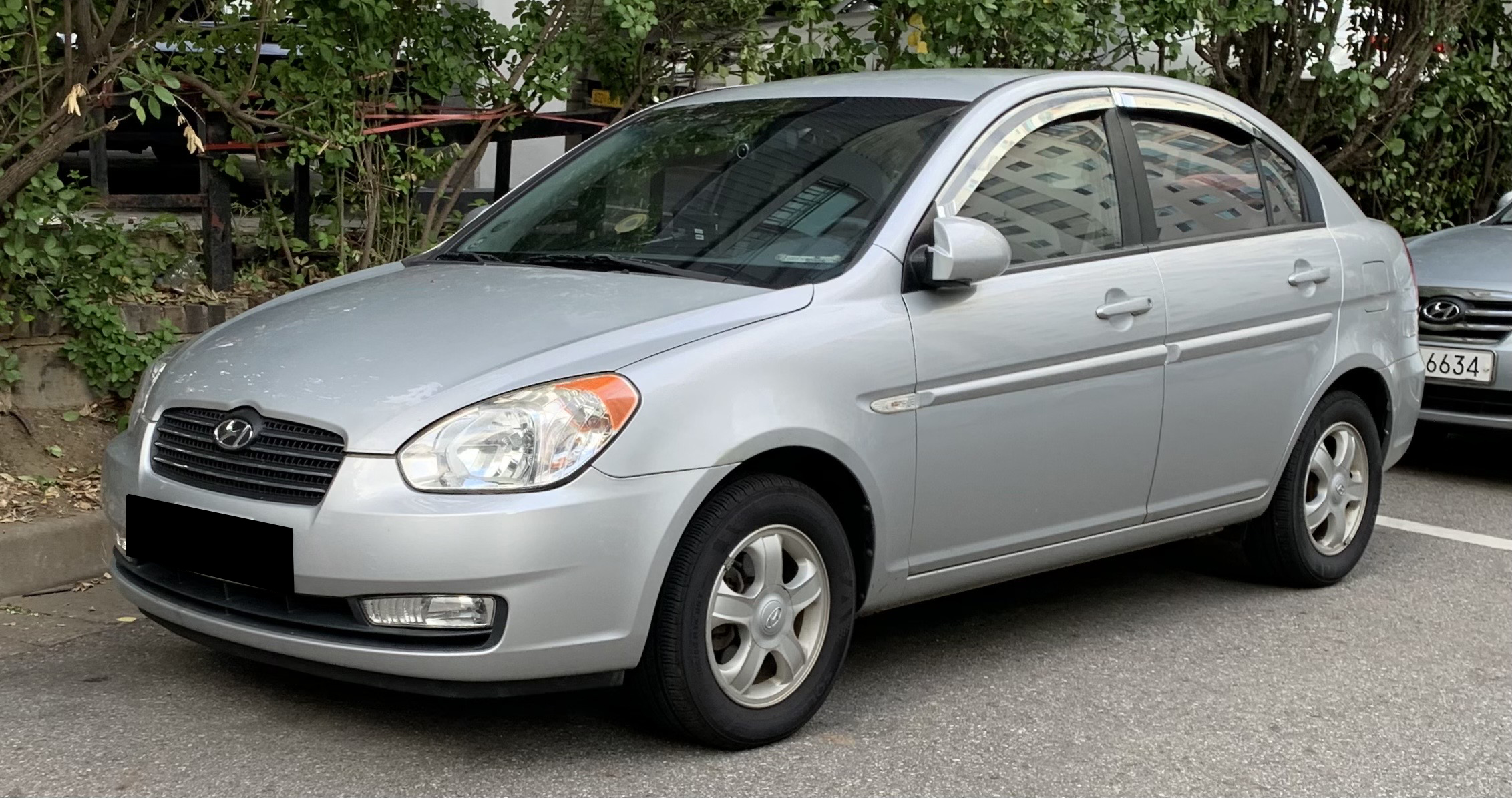
3代目アクセント

ボディタイプはセダンと、遅れて追加された3ドアハッチバックの2タイプ。セダンは2005年4月のニューヨーク国際自動車ショーで世界初公開され、9月より韓国国内で新型ヴェルナとして発売された。北米でも2005年の暮れに発売されている。

一方、3ドアハッチバックはコンセプトモデルのアクセントSRが2005年9月のフランクフルトモーターショーで、市販モデルが同年11月にラスベガスで開催されたSEMA（Speciality Equipment Marketing Association）ショーでそれぞれデビューし、翌2006年4月より韓国国内で発売が開始された。北米でも同年春の発売を予定しており、ベーシックグレードの価格は1万ドル台に設定される見込みである。
また2005年11月には中国で開催された広州国際モーターショーでハイブリッド仕様が出展された。
2009年6月、韓国仕様がフェイスリフトを受け、ソナタ同様「トランスフォーム」のサブネームが付加された。

## 4代目 RB/RC型 (2010年 - 2017年)
2010年4月の北京モーターショーで新型ヴェルナセダン（RC型、中国名「瑞納」）が発表された。ヒュンダイの鄭義宣（チョン・ウィソン）副会長は、中国市場の重要性の認識からワールドプレミアを中国で行うことにしたと説明をしている。
外観はフルイディック・スカルプチャー（fluidic sculpture 、流体の彫刻）と呼ばれるデザイン言語に基づき、YF型ソナタの弟分のようなスタイリングとなった。エンジンは2種類のガンマエンジン（1.4Lと1.6L）を用意し、1.4Lには5MTまたは4AT、1.6Lには4ATが組み合わせられる。プラットフォームは新規に開発され、ホイールベースはクラス最大級の2,570mmとなる。
2010年8月には中国仕様とは異なるフロントマスクが与えられたモデル（RB型）がモスクワ国際モーターショーにコンセプトRBとして出展され、翌9月にはRBの市販モデルがソラリス（Solaris ）の車名で発表された。ソラリスはロシア市場戦略車種に位置づけられ、生産はサンクトペテルブルク工場にて行われる。
2010年11月2日、RBの韓国仕様が発表され、同国内で11年ぶりに「アクセント」の車名が復活した。ヒュンダイでは全世界で年50万台（うち韓国内で年2万台）の販売を見込んでいる。エンジンは2種類のガンマエンジン（1.4L VVTと1.6L GDi）が用意される。
2010年12月、広州国際モーターショーにて中国向けヴェルナの5ドアハッチバックが発表された。
2011年1月には、モントリオールオートショーでアクセントの4ドアセダンおよび5ドアハッチバックがカナダデビューを果たした。同年3月2日には、韓国市場でハッチバックが「ウィット」（Wit ）のサブネームで発表された。エンジンは1.6L GDiに加えて1.6Lディーゼルエンジンも搭載、同時に4ドアにも追加された。
2012年3月30日、ロシアでカー・オブ・ザ・イヤー2012を受賞した（新車および小型車のカテゴリ）。
2017年5月にアメリカ道路安全保険協会が発表した報告書によると、運転中のドライバーが死亡する事故が発生しているモデルは、サブコンパクトカーに分類されるものが多いという結果であった。そのデータの中では、アクセントの場合2012年-2015年の登録台数100万台当たりのドライバー死亡事故件数は104件であったとされている。

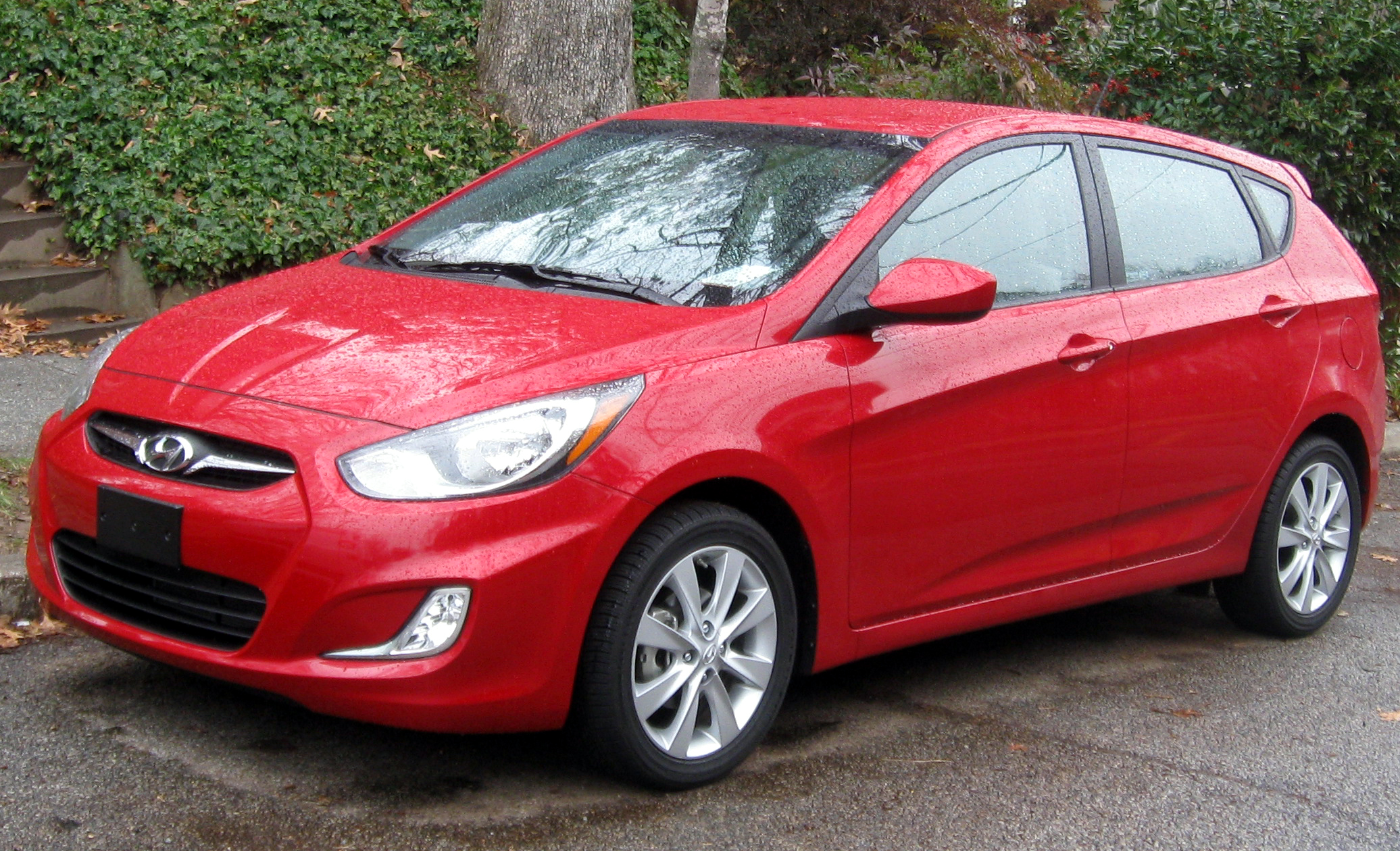
アクセントハッチバック米国仕様（フロント）
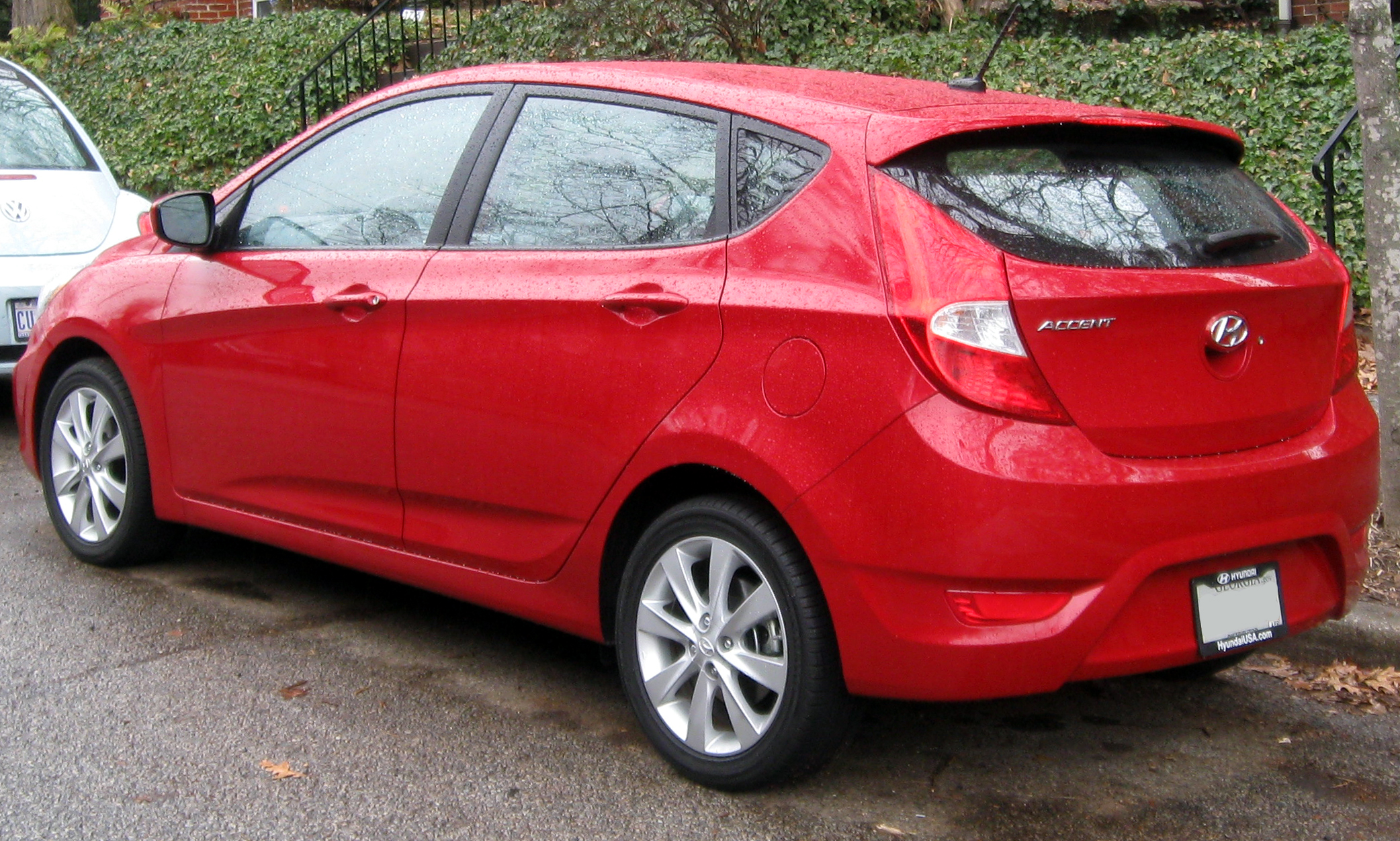
アクセントハッチバック米国仕様（リア）
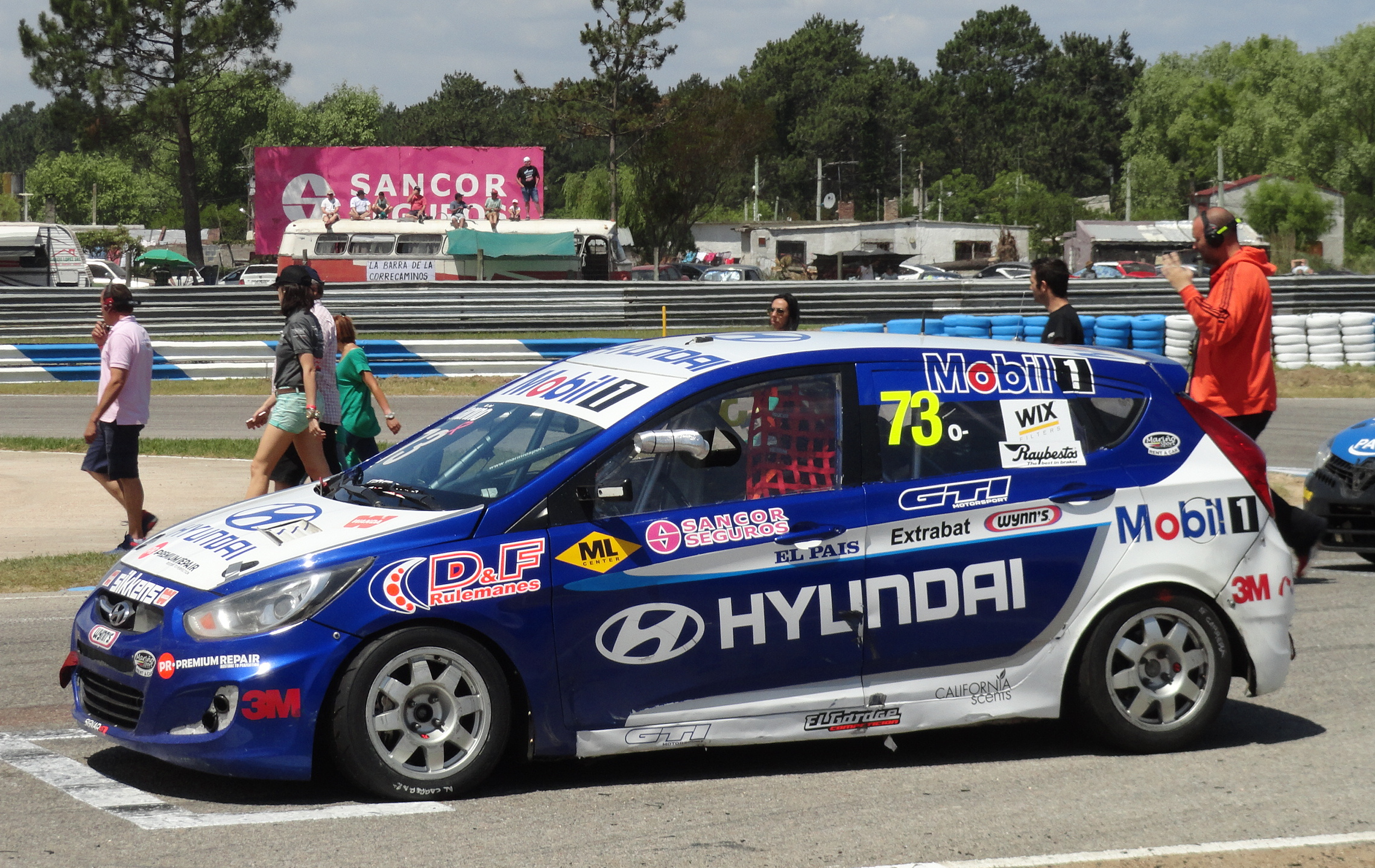
アクセントハッチバックのレーシングカー
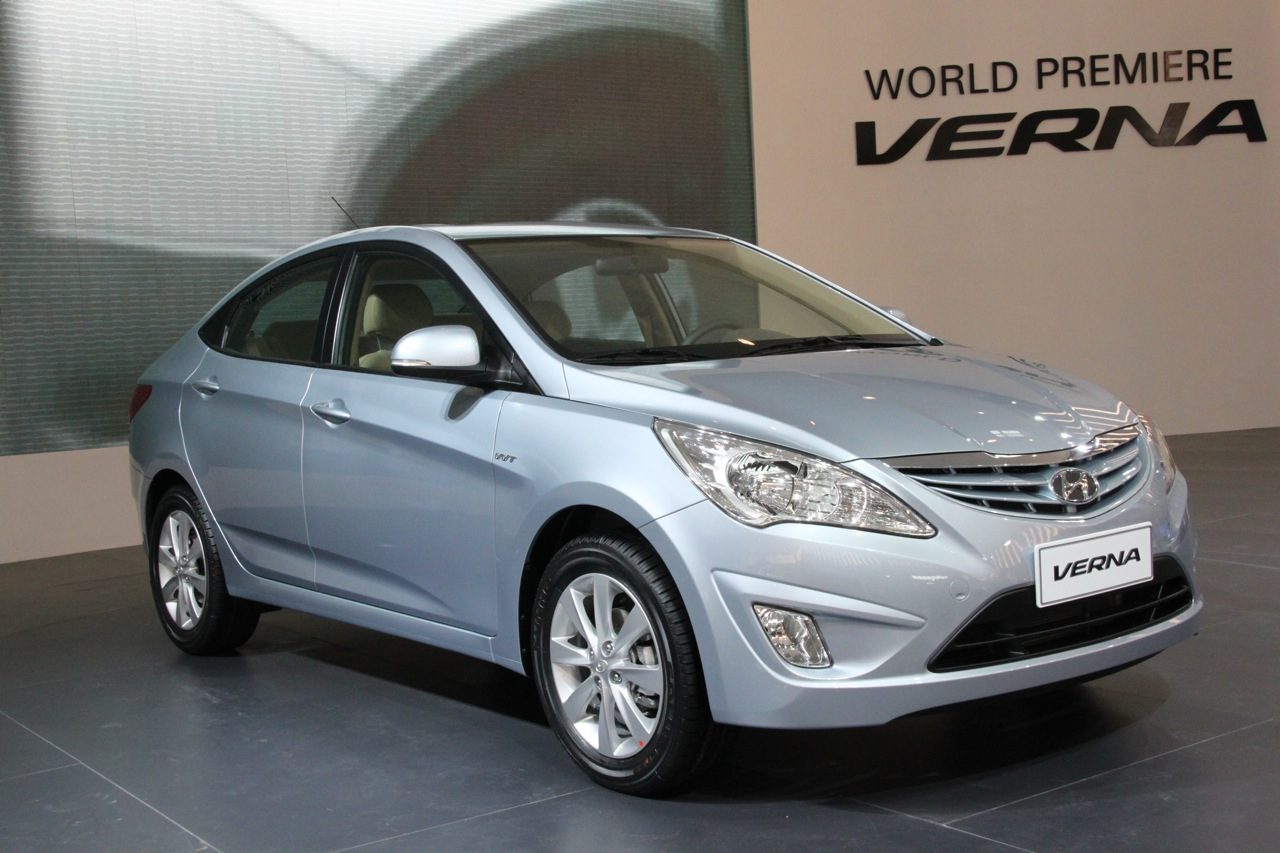
ヴェルナセダン中国仕様
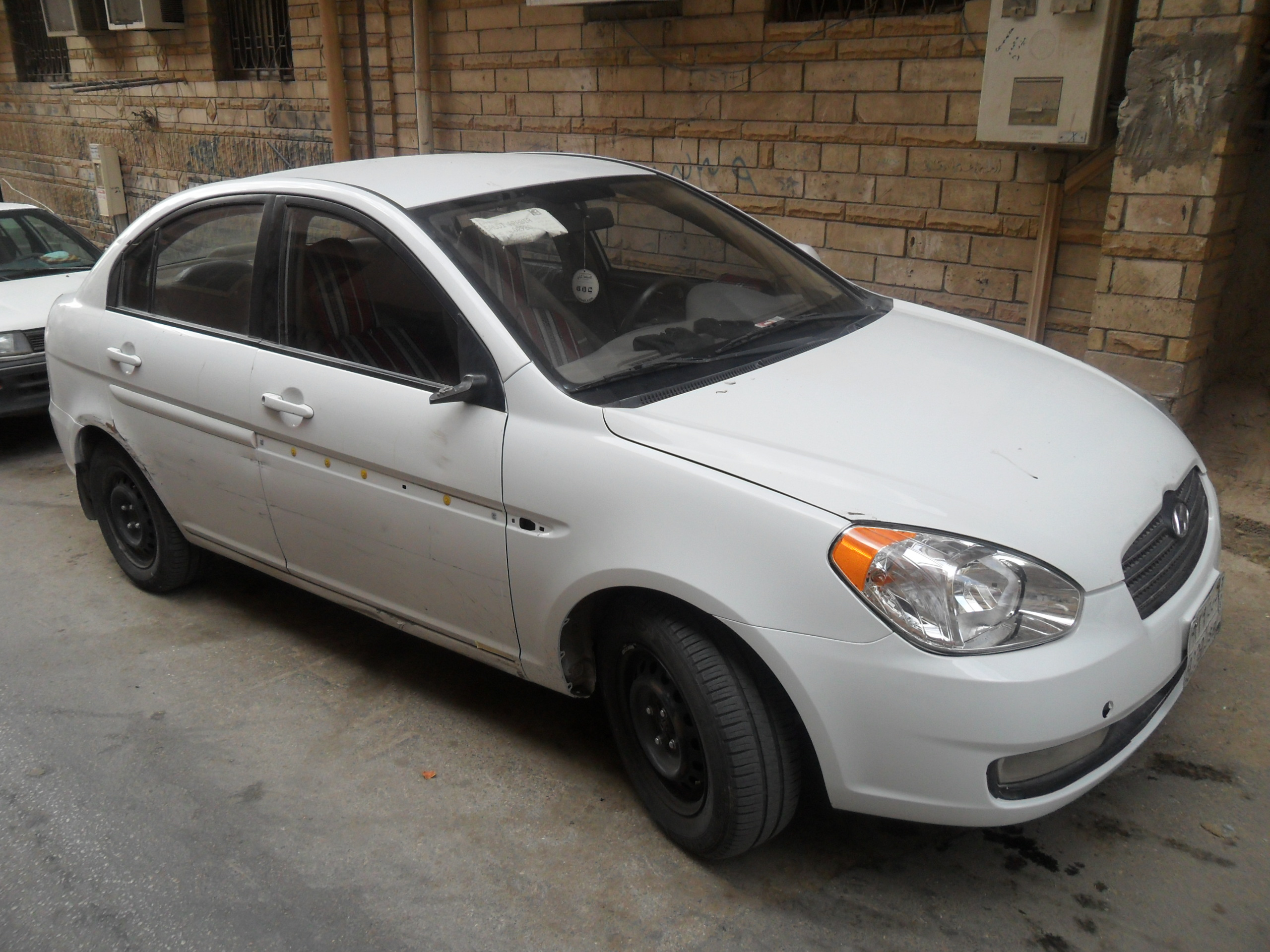
ヒュンダイ・アクセント 2010 (サウジアラビア)
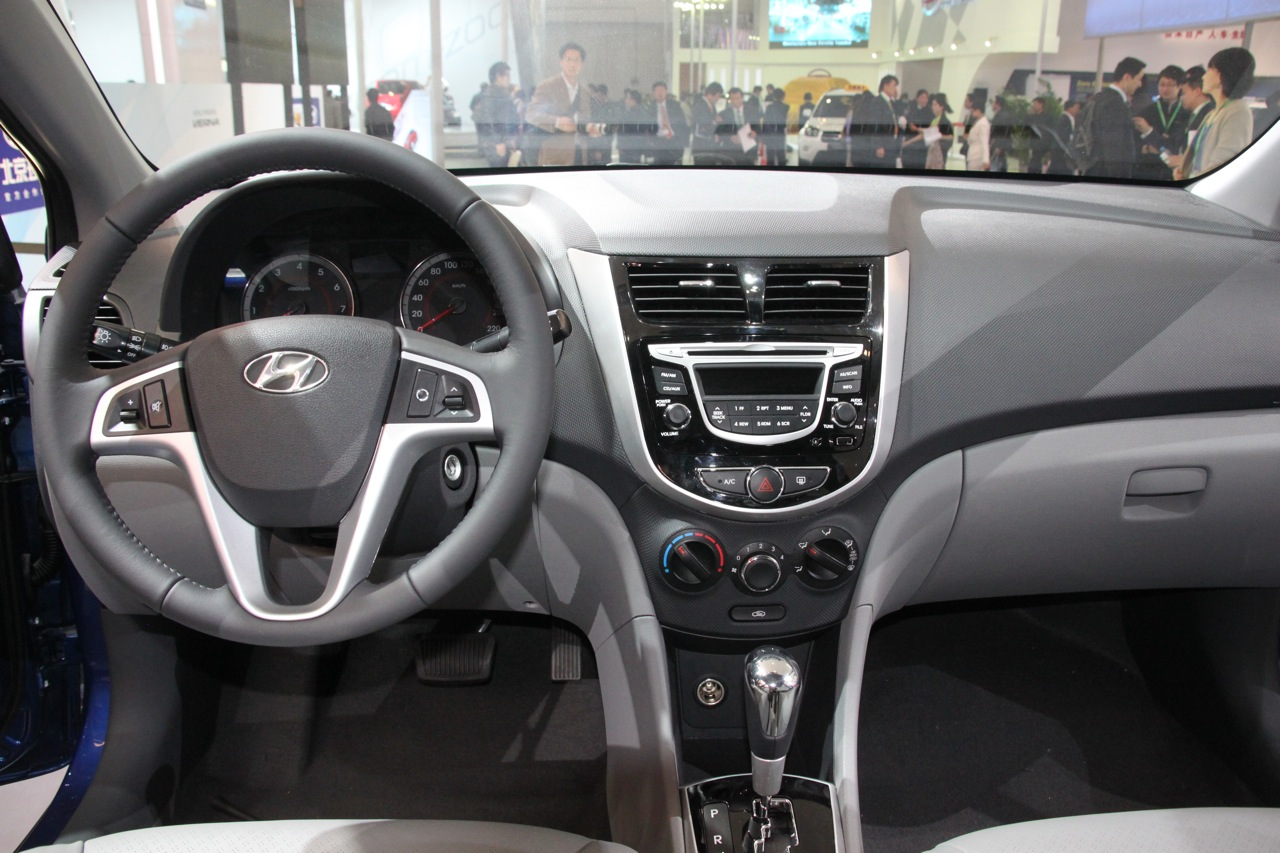
ヴェルナセダン中国仕様（インテリア）

## 5代目 HC/YC型 (2017年 - 2022年)
2017年2月、カナダ・トロントで開催されたカナダ国際オートショーで発表。
中国仕様のヴェルナは先代と同様に国際版と外観が異なる。また、中国名が「悦納」に変わり、以前の「瑞納」はレイナに引き継がれた。
ボディタイプは4ドアセダンと5ドアハッチバックの2種類だが、ハッチバックはカナダやメキシコなど一部の市場でのみラインナップされて、アメリカ合衆国ではカタログから落とされた。また、HC型アクセントは母国韓国やオーストラリア市場には投入されず、アバンテ/エラントラが最小のセダンとなる。
カナダではアクセントは1994年9月の登場以来46万台以上を売り上げており、同国ではサブコンパクトカーのベストセラーであった。しかし、小型車のセグメントにコナやヴェニューといったSUVが相次いで投入されたことで市場の需要はそちらに移行してしまい、2019年にセダンの販売を打ち切り、残ったハッチバックも2020年限りで販売終了することになった。
HC型アクセントは新開発のヒュンダイ・GBプラットフォームを採用しホイールベースがわずかに延長された。
エンジンは全て直列4気筒でカッパ 1.4L、ガンマ 1.6L、U2 1.5Lディーゼルの3種類。トランスミッションは6速MT、6速AT、7速DCT、IVTの4種類となる。ただし、ラインナップは仕向地によって異なる。

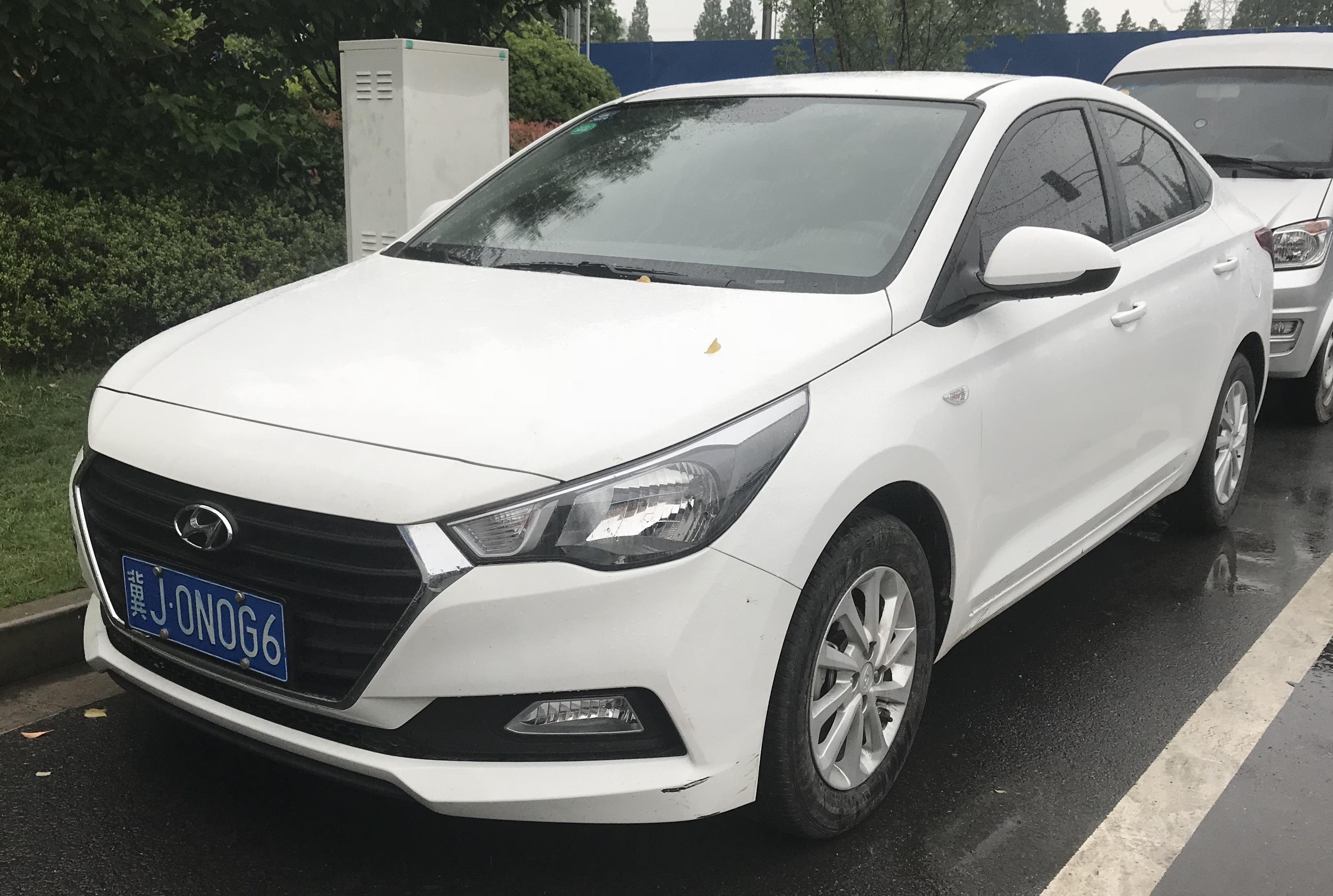
ヴェルナ中国仕様（2018年型、フロント）
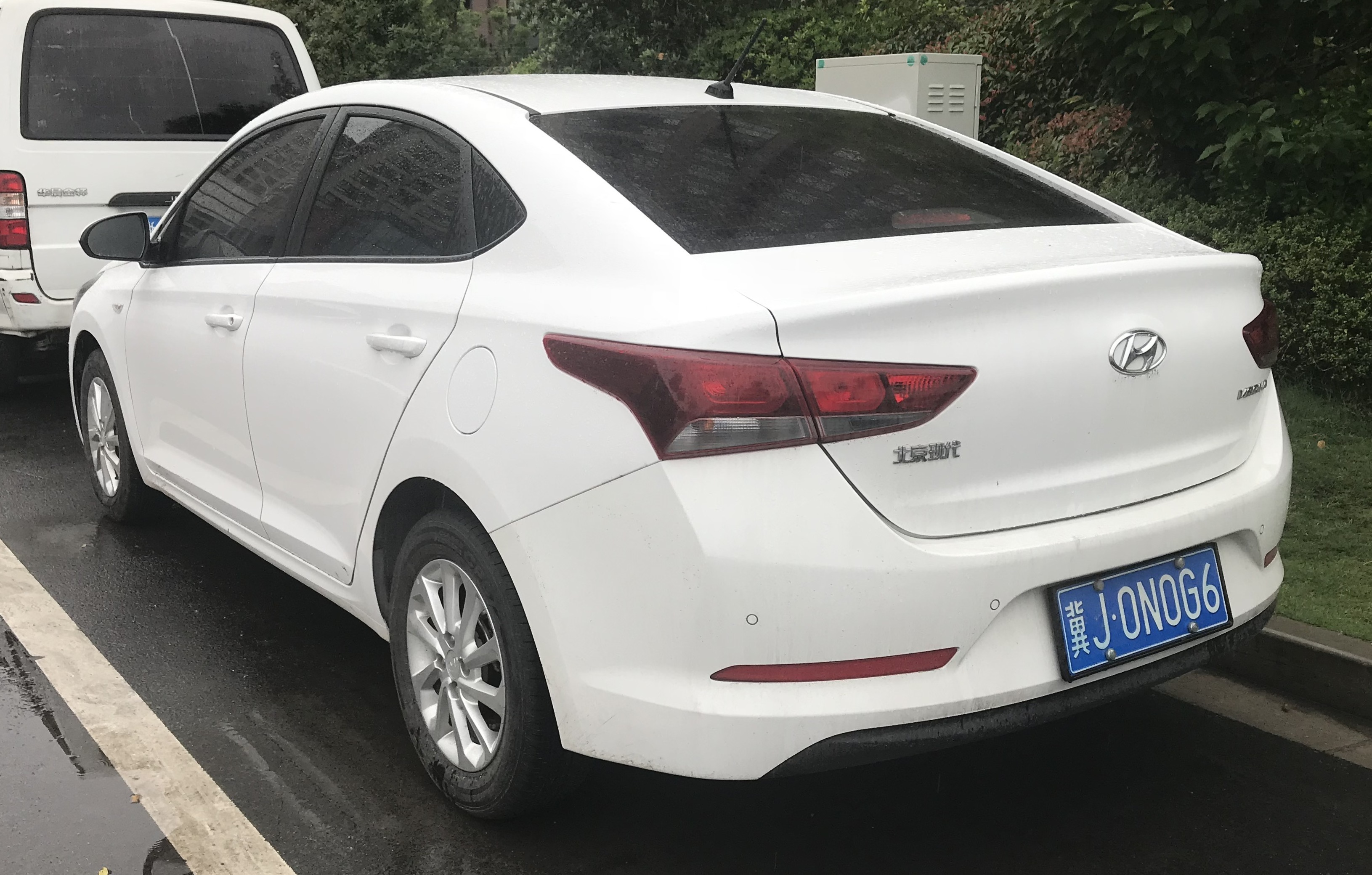
ヴェルナ中国仕様（2018年型、リア）

## 車名の由来
車名は、英語で ｢強調｣ を意味するほか、｢Advanced Compact Car of Epochmaking New Technology｣ のバクロニムでもある。